# Žalm 139
Žalm 139 („Hospodine, zkoumáš mě a znáš mě“) je biblický žalm. V překladech, které číslují podle Septuaginty, se jedná o 138. žalm. Žalm je nadepsán takto: „Pro předního zpěváka. Davidův, žalm.“ Podle některých vykladačů toto nadepsání znamená, že žalm byl určen k tomu, aby jej při určitých příležitostech odzpívával zkušený zpěvák za přítomnosti krále z Davidova rodu. Tradiční židovský výklad naproti tomu považuje žalmy, které jsou označeny Davidovým jménem, za ty, které napsal přímo král David.